# Gemeinsame Armee

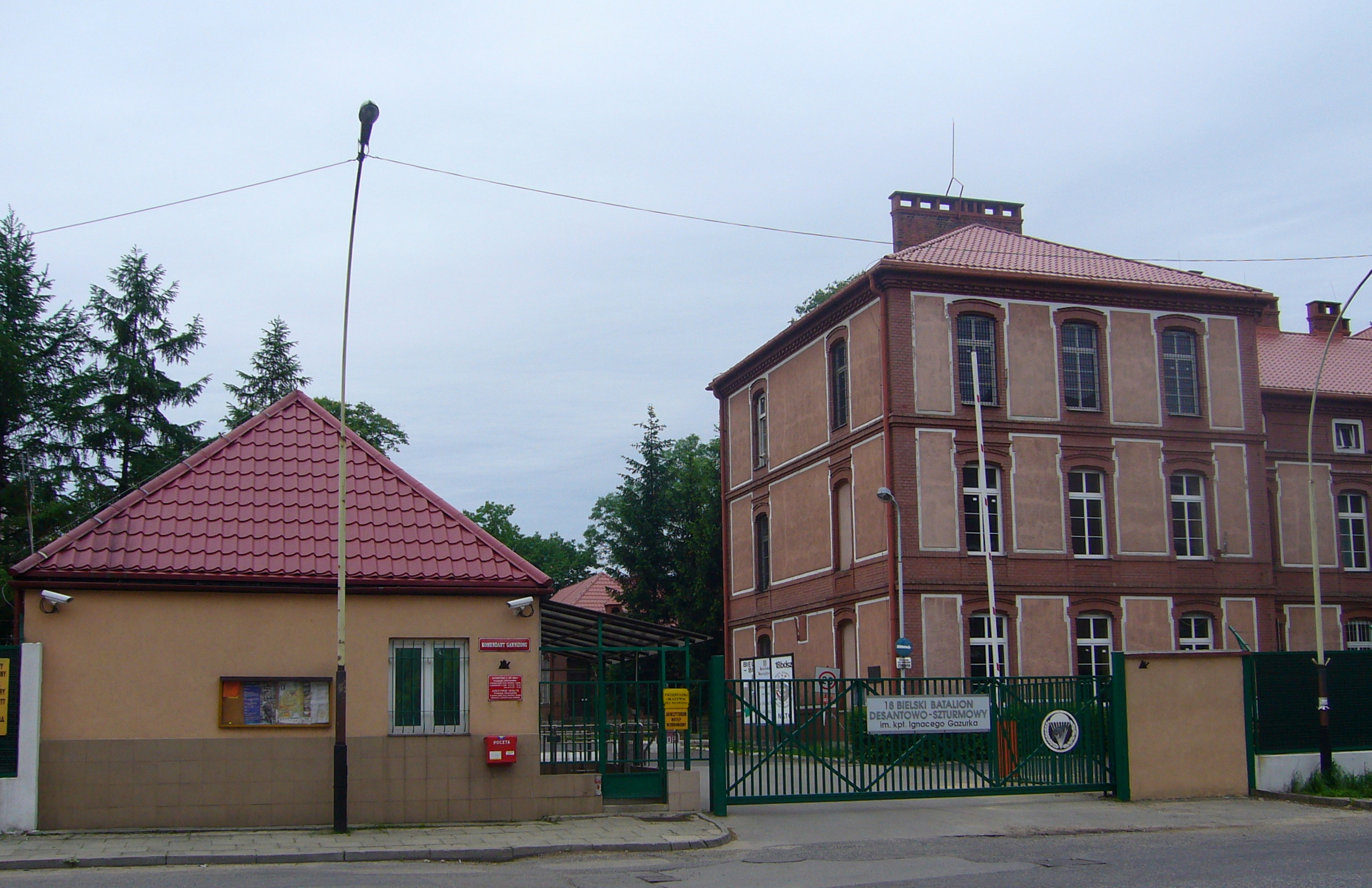
Noch heute von den Polnischen Streitkräften genutzte ehemalige Kaserne des k.u.k. Ulanen-Regiments Nr. 3 in Bielitz. Derzeit ist dort das 18 Bielski Batalion Powietrznodesantowy (18. Luftlandebataillon) stationiert.

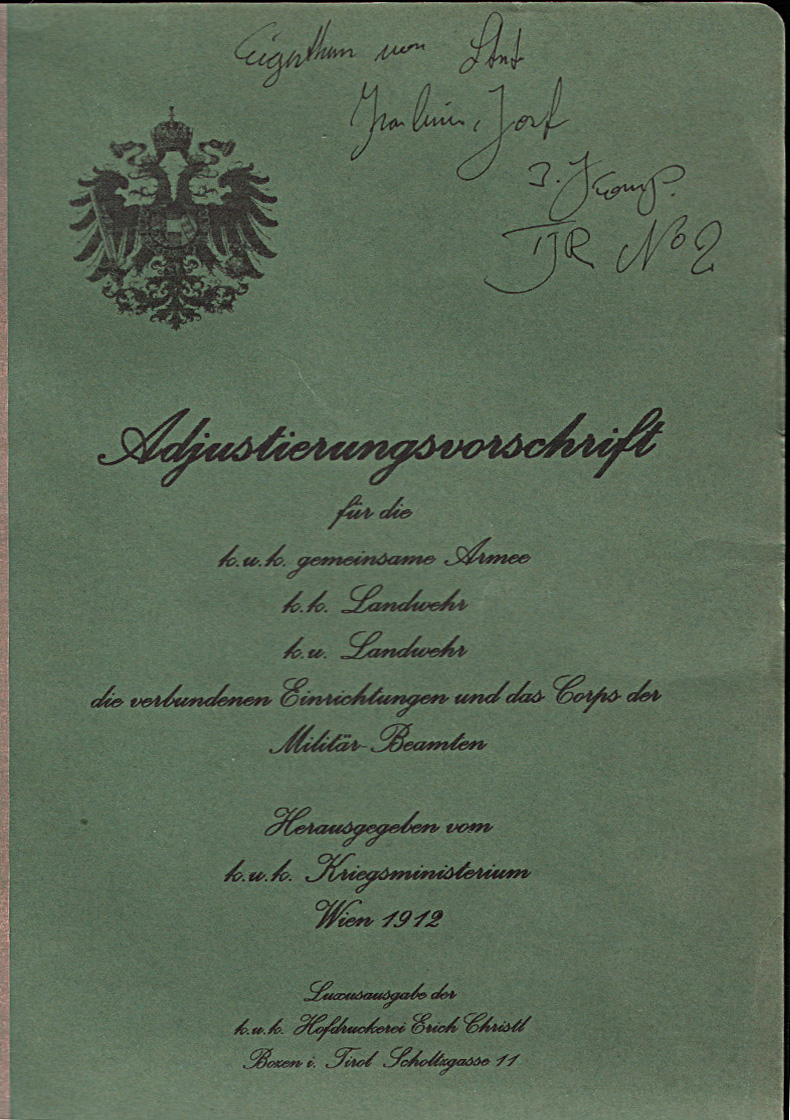
Adjustierungsvorschrift von 1867 (Ausgabe von 1911/12).

Die Gemeinsame Armee war der größte Teil des Heeres der österreichisch-ungarischen Doppelmonarchie und bestand aus den regulären Truppenteilen des österreichischen (cisleithanischen) Teiles des Reichs und den Truppen der Länder der Ungarischen Krone. Die Gemeinsame Armee bildete zusammen mit der k.k. Landwehr und der k.u. Honvéd (ungarische Landwehr) die Landstreitkräfte Österreich-Ungarns. Mit der k.u.k. Kriegsmarine bildeten sie die Streitkräfte von Österreich-Ungarn (offiziell Bewaffnete Macht oder auch Wehrmacht genannt).
Die von der k.u.k. Militäradministration offiziell Gemeinsame Armee genannten Streitkräfte wurden vom Kaiser und in Gesetzen in Friedenszeiten einfach als Heer und nach 1918 umgangssprachlich meist k.u.k. Armee genannt. Die Gemeinsame Armee wurde am 15. März 1867, nach dem Österreichisch-Ungarischen Ausgleich, errichtet und am 31. Oktober 1918, durch den Austritt der ungarischen Truppenteile, aufgelöst. Im Ersten Weltkrieg unterstanden sämtliche Land- und Seestreitkräfte der Monarchie dem 1914 eingerichteten Armeeoberkommando.

## Geschichte

### Namensgebung
Bis zum Jahr 1889 trugen die Streitkräfte das Prädikat k.k. (kaiserlich-königlich, seit 1867 für eine gemeinsame Institution beider Reichshälften eigentlich irreführend). Erst auf ausdrücklichen Wunsch Ungarns wurde mit dem Gesetz vom 11. April 1889 die Bezeichnung k.u.k. auch für das Heer eingeführt, um den Unterschied zur k.k. Landwehr und zum k.u. Honvéd (der ungarischen Landwehr) deutlicher zu machen. Bei der Kriegsmarine wurde k.u.k. seltener verwendet, da es ohnedies nur diese eine Formation von Seestreitkräften gab.

### Gemeinsame Institution
Nach dem österreichisch-ungarischen Ausgleich vom 15. März 1867 waren Heer und Kriegsmarine nicht mehr Institutionen eines Einheitsstaates, sondern der neuen Doppelmonarchie, die aus zwei gleichberechtigten Teilen bestand: dem Kaisertum Österreich (Cisleithanien) und dem diesem nicht mehr untergeordneten, aber in Realunion verbundenen Königreich Ungarn (Transleithanien).
Kaiser Franz Joseph I. – bis dahin Kaiser von Österreich, König von Ungarn, Böhmen, Kroatien, Dalmatien und Galizien etc. – führte fortan die Bezeichnung Kaiser von Österreich und König von Ungarn. Der Oberbefehl lag weiterhin beim Monarchen, der mit dem Heer über die neu eingerichtete Militärkanzlei Seiner Majestät des Kaisers und Königs kommunizierte. Für die Verwaltung und Systemerhaltung des Heeres (und der Kriegsmarine) war das k.u.k. Kriegsministerium, bis 1911 Reichskriegsministerium genannt, verantwortlich, für die Strategie der diesem zugehörige Generalstab. Der Generalstabschef hatte das Recht, dem Monarchen direkt vorzutragen.

### Hauptteil der bewaffneten Macht
Das österreichische Gesetz vom 11. April 1889, mit dem das Wehrgesetz von 1868, novelliert 1882, erneuert wurde (ein Gesetz gleichen Inhalts wurde in Ungarn beschlossen), legte in § 2 fest:
Die bewaffnete Macht gliedert sich in das Heer, in die Kriegsmarine, in die Landwehr und in den Landsturm.
In § 14 wurde das jährliche Rekrutenkontingent für Heer und Kriegsmarine auf 103.000 Mann festgelegt; davon hatten 60.389 aus den im Reichsrat vertretenen Königreichen und Ländern zu kommen. Das Rekrutenkontingent für die zur Territorialverteidigung berufene österreichische Landwehr betrug 10.000 Mann. Die Kontingente waren durch politische Vereinbarungen zwischen Österreich und Ungarn und durch entsprechende Gesetze alle zehn Jahre an den Bedarf anzupassen. Die österreichische Landwehr und der ungarische Honvéd unterstanden nicht dem Kriegsminister, sondern dem k.k. Minister für Landesverteidigung (Landwehrminister) bzw. seinem königlich-ungarischen Pendant, inoffiziell Honvédminister genannt.

### Finanzierung
Bei allen gemeinsamen Angelegenheiten, also auch bei der gemeinsamen Armee, gab es eine festgelegte Kostenaufteilung zwischen den beiden Reichsteilen. Von 1867 an waren das für Ungarn 30 % der Gesamtkosten. Diese Quote wurde bei den Ausgleichsverhandlungen 1888 auf 31,4 % und 1907 auf 36,4 % erhöht. Die Gesamtausgaben für Heer, Landwehr und Marine beliefen sich 1912 auf rund 670 Millionen Kronen. Das waren weniger als 3,5 % des gesamten Volkseinkommens, 1906 waren es gar nur 2,5 %. In Russland, Italien und Deutschland lagen die Ausgaben 1912 bei etwa 5 % des Nettosozialprodukts. Österreich-Ungarn blieb die Großmacht mit den relativ geringsten Ausgaben für ihre Streitkräfte.

### Vernachlässigung und Teilungswünsche
In der langen Friedenszeit der letzten Jahrzehnte des 19. Jahrhunderts wurden Heer und Kriegsmarine zunehmend vernachlässigt. Militärausgaben waren im österreichischen Reichsrat wie im ungarischen Reichstag, zumindest für die gemeinsamen Streitkräfte, wenig populär. Die dringend notwendige Modernisierung des Heeres wurde immer wieder hinausgezögert. Dies sollte sich bei der Mobilmachung 1914 negativ bemerkbar machen. (Die Gebirgstruppe der k.k. Landwehr hingegen war eine Ausnahme und sehr gut ausgestattet.)
Die ungarischen Politiker forderten immer wieder ein separates ungarisches Heer. Der Monarch stimmte im Ausgleich von 1867 einem Kompromiss zu: Die beiden Reichshälften sollten zusätzlich zum gemeinsamen Heer eigene Territorialstreitkräfte aufstellen dürfen. Ungarn begann daraufhin sofort mit der Aufstellung der königlich-ungarischen Landwehr, auch auf Deutsch zumeist mit ihrem magyarischen Namen Honvéd bezeichnet.
Kaiser und König Franz Joseph I. blieb aber in der Hauptsache bei der im Ausgleich fixierten Einheitlichkeit des Heeres und der Kriegsmarine und bekräftigte dies nach neuerlichen Vorstößen der Ungarn 1903 im Armeebefehl von Chlopy (einem Manöverort in Galizien):
Getreu ihrem Eide wird Meine gesamte Wehrmacht fortschreiten auf dem Wege ernster Pflichterfüllung, durchdrungen von jenem Geist der Einigkeit und Harmonie, welcher jede nationale Eigenart achtet und alle Gegensätze löst, indem er die besonderen Vorzüge jedes Volksstammes zum Wohle des großen Ganzen verwertet. […] Gemeinsam und einheitlich, wie es ist, soll Mein Heer bleiben.

### Franz Ferdinands Reformen
Als Thronfolger Erzherzog Franz Ferdinand 1898 vom Kaiser mit einer Analyse der bewaffneten Macht der Monarchie betraut wurde, wurde ihm der Nachholbedarf sehr rasch klar, ebenso das Erfordernis, den überalterten Generalstab zu verjüngen. Der 76-jährige Kaiser stimmte 1906 Franz Ferdinands Vorschlag zu, den ebenfalls 76-jährigen Generalstabschef Friedrich von Beck-Rzikowsky durch den 54-jährigen Franz Conrad von Hötzendorf zu ersetzen, und der Thronfolger machte sich mit Conrad sofort daran, Strukturen und Abläufe zu modernisieren.
Auch der 65-jährige Kriegsminister Heinrich von Pitreich wurde 1906 auf Wunsch des Thronfolgers ausgetauscht. 1913 ernannte der Kaiser den Thronfolger zum Generalinspektor der gesamten bewaffneten Macht.
Die Investitionsvorschläge des Thronfolgers wurden aber aus politischen Gründen nur zum kleineren Teil realisiert; im Ersten Weltkrieg war die österreichisch-ungarische Armee deutlich schlechter ausgestattet als die Streitkräfte des verbündeten Deutschen Reiches.
Die mangelnde Finanzierung der Streitkräfte führte zu Beginn des 20. Jahrhunderts zu einem Mangel an Offizieren. Auch wenn diese eine hoch respektierte soziale Klasse in der Donaumonarchie darstellten, führte die karge Besoldung, die sich erst ab hohen Rängen besserte, zu einer mangelnden Attraktivität des Offizierberufs. Die Mehrheit der Offiziere niedriger Ränge blieb aus finanziellen Gründen unverheiratet. Die Zahl der Kadetten ging von rund 3300 im Jahre 1897 auf rund 1900 im Jahr 1913 zurück. Dies führte schließlich zu einer Senkung des Anforderungs- und Leistungsniveaus.

### Der Kriegsfall
Die Landstreitkräfte hatten von 1867 bis 1914 nur einen Ernstfall erlebt: den Okkupationsfeldzug in Bosnien, nachdem diese Okkupation vom Berliner Kongress 1878 bewilligt worden war. Der Einsatz ergab sich, weil bewaffneter Widerstand überwunden werden musste. 1908 wurden Teile der Gemeinsamen Armee zur Niederschlagung des Aufstandes in Bosnien-Herzegowina mobilisiert.
Nach der Ermordung Franz Ferdinands bestellte der 84-jährige Kaiser im Sommer 1914 Erzherzog Friedrich zum Armeeoberkommandanten, da er selbst den Oberbefehl im Krieg bereits seit 1859 nicht mehr beanspruchte. Vereinbarungsgemäß überließ Friedrich alle operativen Entscheidungen seinem Generalstabschef Conrad. Karl I. übernahm nach seiner Thronbesteigung im November 1916 den Oberbefehl am 2. Dezember 1916 wieder selbst.
Zur Rolle der österreichisch-ungarischen Armee im Ersten Weltkrieg siehe:

## Organisation

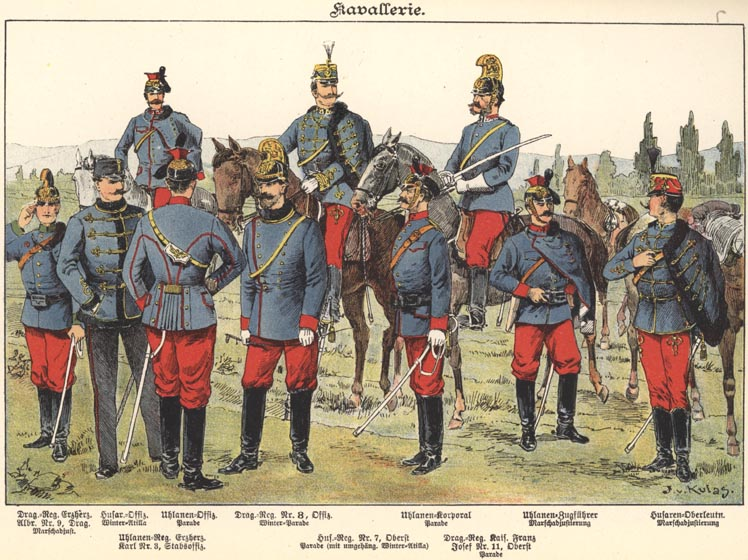
k.u.k. Kavallerie um 1900

Die Gemeinsame Armee zählte zu den Prärogativen des Kaisers und Königs, der den Allerhöchsten Oberbefehl innehatte. Der Monarch ernannte und enthob den Kriegsminister und alle Offiziere. Nur er war staatsrechtlich befugt, einen Krieg zu erklären.
Neben der Gemeinsamen Armee bestanden:
- k.u.k. Kriegsmarine
- königlich ungarische Landwehr (Király Honvédség oder auch nur Honvéd)
- kaiserlich-königliche Landwehr (in Cisleithanien)

Die Gemeinsame Armee und die Kriegsmarine wurden vom Reichskriegsminister (ab 20. September 1911 k.u.k. Kriegsminister) in Wien verwaltet, der dem Kaiser und König unmittelbar unterstand. Die beiden Landwehren wurden vom Landesverteidigungsminister der k.k. Regierung in Wien und seinem Pendant in der k.u. Regierung in Budapest verwaltet.
Im Jahre 1915 entfielen alle Zusatzbezeichnungen und Ehrennamen der Regimenter, die von da an nur noch mit ihrer Nummer bezeichnet werden sollten, was sich aber in der Praxis nicht durchsetzen ließ, einerseits, da sich niemand darum kümmerte und andererseits, da die sehr sparsame k.u.k. Militärverwaltung angeordnet hatte, dass erst alle vorhandenen Stempel und Briefbögen aufgebraucht werden müssten.

### Rekrutierung und Garnisonierung
Im Gegensatz zur k.k. Landwehr und k.u. Landwehr rekrutierten die Gemeinsame Armee und die Kriegsmarine (der größte Teil der Mannschaften der Kriegsmarine kam allerdings aus dem Gebiet um Triest und dem übrigen Küstenland – in der Marine wurde größtenteils Italienisch gesprochen) ihre Soldaten aus der gesamten Doppelmonarchie, also sowohl aus der cisleithanischen als auch aus der transleithanischen Reichshälfte. Alle Truppenteile, die nicht aus dem Königreich Ungarn (inklusive Oberungarn, Siebenbürgen und Banat) oder aus dem zu den Ländern der ungarischen Krone zählenden Königreich Kroatien und Slawonien stammten, wurden als „deutsche Regimenter“ bezeichnet, unabhängig davon, ob es sich um Polen oder Kroaten oder italienischsprechende Tiroler handelte, alle anderen bezeichnete man als „ungarische Regimenter“. Die „deutschen Regimenter“ und die „ungarischen Regimenter“ unterschieden sich in der Uniformierung; die Bezeichnung sagte jedoch nichts über die in den Regimentern verwendeten Sprachen aus (siehe Abschnitt Sprachen).
- 57 Infanterie-Regimenter wurden als „deutsche Regimenter“
- 45 Infanterie-Regimenter wurden als „ungarische Regimenter“ bezeichnet.
- 4 Infanterie-Regimenter (Bosnisch-Herzegowinische Infanterie) nahmen sowohl in Uniform als auch Sprachregelung eine Sonderstellung ein.
- Die zur Infanterie zählenden Jägerbataillone waren nach dem gleichen System organisiert
- Artillerie, Pioniere, Train und Kavallerie waren ebenfalls meistens nach landsmannschaftlichen Schwerpunkten zusammengestellt, es fehlten jedoch die bezeichnenden Zusätze an den Einheitsnamen.
- Bei der Kavallerie stammten alle Husaren aus den Ländern der ungarischen Krone (mit ungarischer, slowakischer, rumänischer, kroatischer und deutscher Muttersprache), die Ulanen aus Galizien (mit polnischer und ukrainischer Muttersprache), die Dragoner alle aus den deutschösterreichischen Kronländern und aus Böhmen und Mähren (mit tschechischer und deutscher Muttersprache).

Die „Bewaffnete Macht“ (Heer, Kriegsmarine, Landwehr, Honvéd) stand unter dem Oberbefehl des Kaisers und Königs in seiner Funktion als „allerhöchster Kriegsherr“. Diese Bezeichnung hatte nach der glücklosen Truppenführung von Kaiser Franz Joseph I. 1859 in Italien vor allem formale Bedeutung, da sich der Monarch danach von der aktiven Truppenführung zurückzog und der tatsächliche Oberbefehl von da an in Friedenszeiten beim Kriegsministerium in Wien und im Ersten Weltkrieg beim nur für den Krieg bestellten Armeeoberkommandanten Erzherzog Friedrich und seinem Generalstabschef Conrad lag. Am 2. Dezember 1916 übernahm Kaiser Karl I. wieder persönlich den Oberbefehl. Franz Joseph I. hatte zwar keine Truppenbesuche durchgeführt, aber bei seinen Reisen in der Monarchie Kontakt mit den dortigen Regimentern und bis ins hohe Alter an den jährlichen Kaisermanövern teilgenommen; außerdem zeigte er sich im Inland ausschließlich in Feldmarschallsuniform, um die Verbundenheit mit seinen Soldaten zu bezeugen. Der 30-jährige Kaiser Karl I. nahm, mitten im Krieg auf den Thron gelangt, den Begriff Oberbefehlshaber sehr ernst und besuchte unermüdlich Front und Truppe.
Eine Besonderheit des gemeinsamen Heeres war der in den ersten Jahrzehnten häufige Wechsel der Truppenstandorte. Die Bataillone der einzelnen Regimenter wurden in sehr kurzen Intervallen an andere Standorte verlegt. (1910 waren nur drei Infanterieregimenter der Gemeinsamen Armee komplett in einer Garnison stationiert: das Infanterieregiment Nr. 14 in Linz, das Infanterieregiment Nr. 30 in Lemberg und das Infanterieregiment Nr. 41 in Czernowitz.) So konnte sich kein traditionelles Verhältnis der Regimenter zu bestimmten Orten und deren Bevölkerung bilden (wie es z. B. in den einzelnen Armeen des Deutschen Reiches durchaus gefördert wurde). Die verlegten Soldaten dienten oft am anderen Ende des Reiches, womit man erreichen wollte, dass es im Falle innerer Unruhen zu keinen Fraternisierungen mit der Bevölkerung kommen würde.
Die gefächerte Dislozierung war allerdings auch das Ergebnis fehlender Kasernen. Das führte so weit, dass sogar einzelne Kompanien von ihren Bataillonen abgetrennt und separat untergebracht werden mussten. Nachdem in den Jahren vor dem Ersten Weltkrieg größere Anstrengungen beim Bau neuer Kasernen und zur Sanierung der vorhandenen unternommen worden waren, konnte diese Praxis stark eingeschränkt werden.

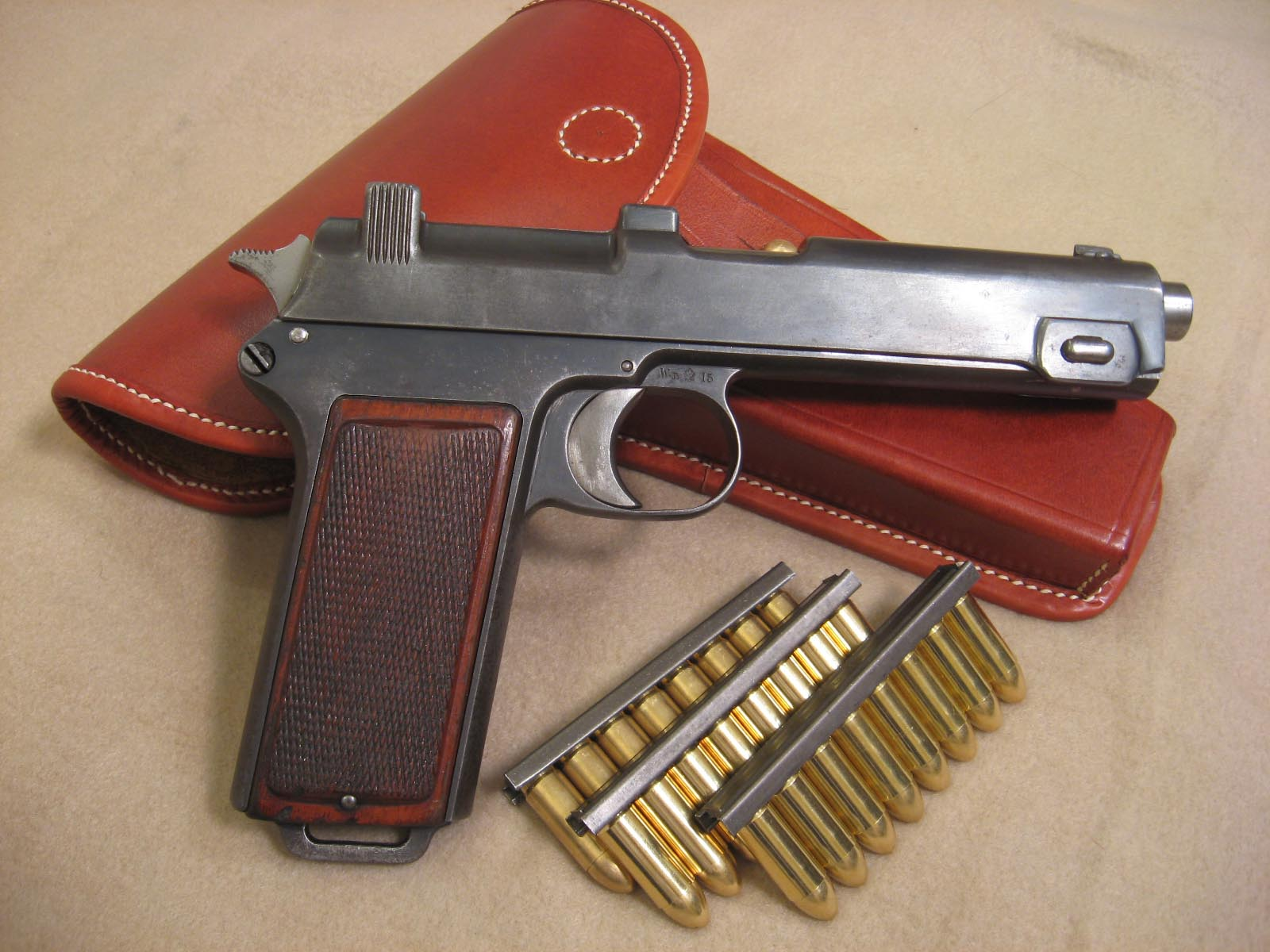
Steyr M1912

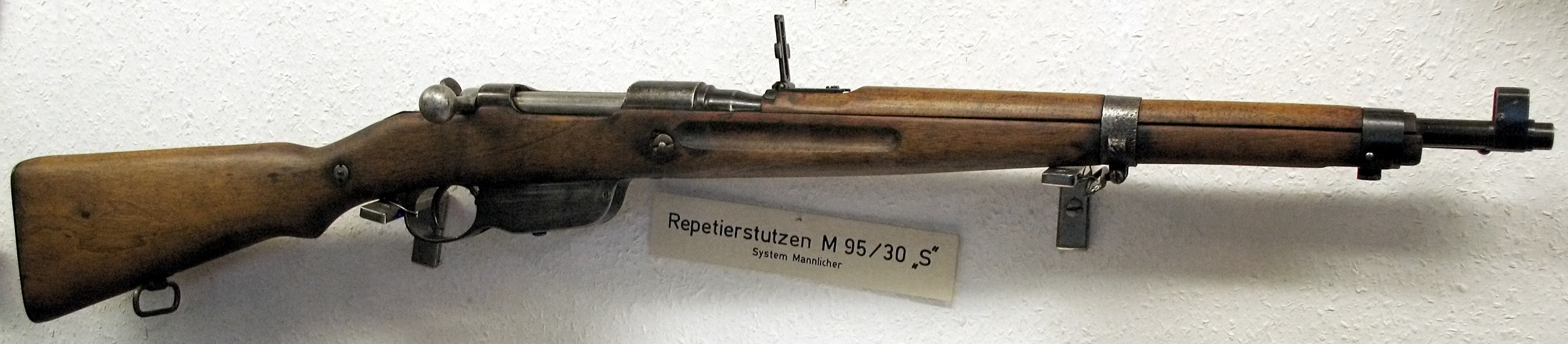
M1895/30

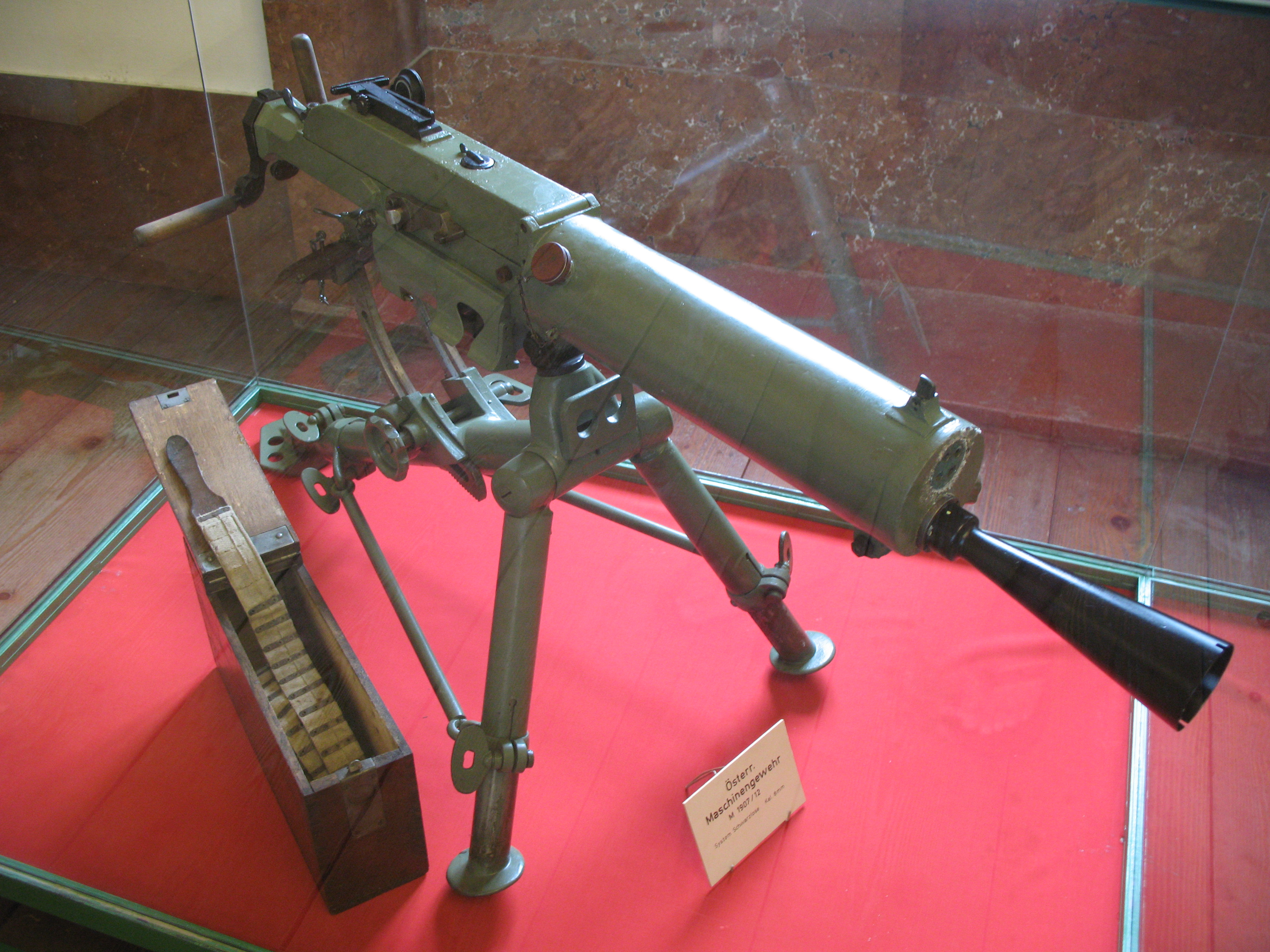
Schwarzlose MG M.07/12

### Bewaffnung
Nach der Niederlage bei Königgrätz waren Kaiser und Armeeführung bestrebt, auf dem Gebiet der Bewaffnung, Ausrüstung und Uniformierung, wie auch hinsichtlich der Armeegliederung und Heeresaufbringung die sich aus der Niederlage ergebenden Konsequenzen zu ziehen. Es kam nun sehr schnell zu der bis dahin lange hinausgezögerten Einführung von Hinterladergewehren, da man ihrem Einsatz auf preußischer Seite eine kriegsentscheidende Wirkung zuschrieb. So wurde das bisherige Vorderladersystem Lorenz nach Vorschlag des Wiener Büchsenmachers Karl Wänzel zu Hinterladern umgestaltet. Die solcherart zu einschüssigen Hinterladern umgebauten Infanteriegewehre, Extra-Korps-Gewehre und Jägerstutzen wurden unter der Bezeichnung „Muster 1854/67“ bzw. „Muster 1862/67“ normiert und an die entsprechenden Waffengattungen ausgegeben. Das System Wänzel sollte jedoch über den Zustand einer vorläufigen Notlösung nicht hinauskommen. In der Folge stellte der von Josef Werndl entwickelte Tabernakelverschluss eine ganz neue Lösung dar, es handelte sich dabei um ein geradezu bahnbrechendes Verschluss-System. Dieser Wellblockverschluss mit Lademulde für Hinterladergewehre machte in der Folge die Österreichische Waffenfabriksgesellschaft in Steyr zum damals größten Waffenproduzenten in Europa. Die auf Grund dessen normierten Handfeuerwaffen des Systems Werndl wurden mit der Musterbezeichnung M1867, M1873, M1867/77 und „M1873/77“ eingeführt und bildeten für mehr als zwanzig Jahre die Standardbewaffnung der k.u.k. Fußtruppen und Kavallerie.
Der nächste große Sprung in der Entwicklung der Handfeuerwaffe war der Übergang vom einschüssigen Hinterlader zum Repetiergewehr. Das von Ferdinand Mannlicher entwickelte System hatte einen Geradezug-Kolbenverschluss und ein Kastenmagazin für fünf Patronen im Mittelschaft. Dieses 1886 in der k.u.k. Armee erstmals normierte Waffensystem zählte zu diesem Zeitpunkt zu den modernsten Waffen der Welt und bildete dann als verbesserte Version M1895 bis zum Ende des Ersten Weltkrieges das Ordonnanzgewehr des österreichisch-ungarischen Soldaten. Das Gewehr wurde in Österreich von der Firma Steyr Mannlicher und in Ungarn etwa drei Millionen Mal hergestellt.
Neben Schusswaffen waren in der Zeit von 1861 bis zum Ende der Habsburgermonarchie eine Reihe von Blankwaffen normiert. Es waren dies die Kavallerie-Offiziers- und Mannschaftssäbel M1861, M1869 und M1904, der Kavalleriesäbel leichter Art M1877, die Infanterie-Offiziers- und Mannschaftssäbel M1862 sowie die Säbel für Offiziere und Mannschaften der k.k. Landwehrgebirgstruppen, wobei diese Säbel zwischen den Weltkriegen auch von der Wiener Polizei verwendet wurden. Weiters war der Pioniersäbel M1853 normiert, der jedoch mit seiner breiten, schweren Klinge mehr die Funktion eines Hauwerkzeuges als die einer Waffe hatte. Sämtliche der genannten Blankwaffen sind im Wiener Heeresgeschichtlichen Museum ausgestellt.
Bei der Entwicklung der Faustfeuerwaffen sind zwei Stadien zu unterscheiden. An Stelle der früheren einschüssigen Vorderladerpistole wurde ab 1870 der Revolver eingeführt. Es handelte sich dabei um die beiden großkalibrigen von Leopold Gasser entwickelten 11-mm-Armeerevolver M1870 und das vier Jahre später verbesserte Modell M1870/74. Weiters kamen noch der 9-mm-Infanterie-Offiziersrevolver System Gasser/Kopratschek (1872) und der 8-mm-Revolver Rast & Gasser M1898 hinzu. In weiterer Folge wurde zur mehrschüssigen Repetierpistole übergegangen, und zwar zur 8-mm-Selbstladepistole Roth-Steyr M1907 und zur 9-mm Steyr M1912. Bei beiden Pistolen handelt es sich um starr verriegelte Rückstoßlader für Streifenladung mit einem Magazin für zehn bzw. acht Patronen im Griff.
Ab dem Ende des 19. Jahrhunderts wurde in mehreren Staaten an der Entwicklung des Maschinengewehres gearbeitet. In Österreich-Ungarn entwickelte um 1890 Erzherzog Karl Salvator gemeinsam mit Major Georg Ritter von Dormus so genannte Mitrailleusen. Diese ersten Modelle sind im Heeresgeschichtlichen Museum in Wien ausgestellt. Die technisch hoch ambitionierten Entwicklungen erwiesen sich jedoch als nicht feldtauglich, so wurde schließlich 1907 das von Andreas Schwarzlose entwickelte Maschinengewehr unter der Musterbezeichnung M1907 bzw. M1907/12 eingeführt. Sowohl die zuvor beschriebenen Repetierpistolen als auch das Maschinengewehr Schwarzlose wurden nach Auflösung der k.u.k. Armee 1918 vom österreichischen Bundesheer bis 1938 verwendet.

## Truppenfahnen
In den Österreichisch-Ungarischen Landstreitkräften der Gemeinsamen Armee wurden nur zwei Arten von Truppenfahnen geführt.
- Die Regimenter und Bataillone führten ein weißes, rechteckiges Fahnenblatt, auf dessen Vorderseite sich der k.u.k. Reichsadler mit den Wappen sämtlicher Königreiche und Länder und auf der Rückseite eine Abbildung der unbefleckten Mutter Gottes im Strahlenkranz mit zwölf goldenen Sternen um das Haupt befanden.
- Die Infanterie-Regimenter Nr. 2, 4, 39, 41 und 57 führten eine rechteckige beidseitig kaisergelbe Fahne mit dem kaiserlichen Wappen sowohl auf der Vorder- als auch auf der Rückseite.

Beide Arten von Fahnen waren an drei Seiten von einer 12 cm breiten, gewebten Bordüre aus roten, silbernen, schwarzen und goldenen Flammen in gleichmäßiger Reihenfolge verziert. Zur Parade wurde ein Büschel Eichenlaub an der Fahnenspitze befestigt. Dieses sollte eine Höhe von ca. 13 cm haben. Die Fahnenblätter waren aus Seide und hatten die Abmessungen von 132 × 176 cm.
Sie waren aus zwei Teilen zusammengefügt, d. h. die Rückseiten der gelben Fahnen waren nicht spiegelverkehrt.

Truppenfahne der „Gemeinsamen Armee“ in weiß (Vorderseite)
Truppenfahne der „Gemeinsamen Armee“ in weiß (Rückseite)
Truppenfahne der „Gemeinsamen Armee“ in gelb (beide Seiten gleich)

## Wehrpflicht
Seit 1866 bestand die allgemeine Wehrpflicht. Sie wurde ab 1868 durch vereinbarte, gleichlautende Gesetze der österreichischen und der ungarischen Reichshälfte definiert. Sie umfasste den Dienst im Heere, der Kriegsmarine, der Landwehr und dem Landsturm.
Die Dauer der Dienstpflicht im stehenden Heere betrug 12 Jahre:
3 Jahre in der Linie (aktiv)
7 Jahre in der Reserve
2 Jahre in der nichtaktiven Landwehr

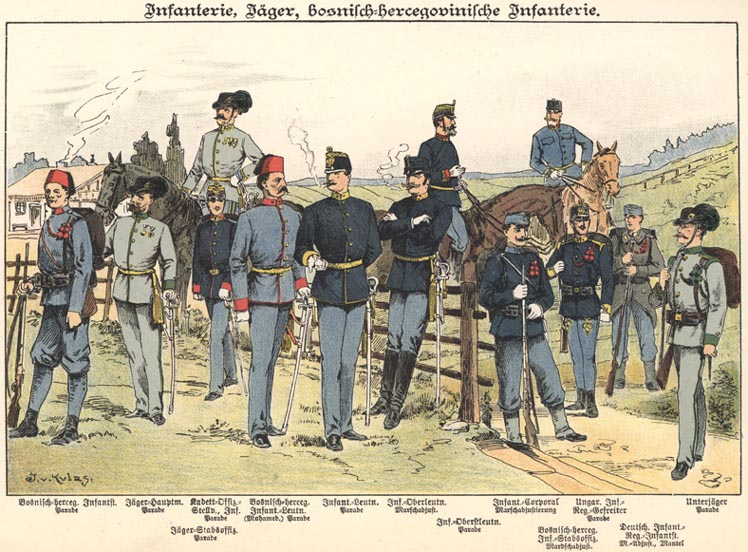
k.u.k. Infanterie um 1900

Einjährig-freiwilliger Dienst war sowohl im Heer (resp. der Kriegsmarine) als auch in der Landwehr gestattet. Der Einjährig-Freiwillige erhielt keine Löhnung und musste sich die Ausrüstung (ggf. einschließlich Pferd) selbst beschaffen. Die allgemeine Dienstpflicht begann mit dem 21. Lebensjahr. Landsturmpflichtig waren alle Personen vom 19. bis zum 42. Lebensjahr, sofern sie nicht dem Heer, der Landwehr und der Ersatzreserve angehörten.

## Eid
Gemäß dem Dienstreglement für das kaiserlich königliche Heer (I. Teil, Dienstbuch A-10, a) aus dem Jahr 1873 hatten alle Soldaten der k.u.k. Armee folgenden Eid zu leisten:

„Wir schwören zu Gott dem Allmächtigen einen feierlichen Eid, Seiner Apostolischen Majestät, unserem Allerdurchlauchtigsten Fürsten und Herrn,
Franz Joseph dem Ersten,
von Gottes Gnaden Kaiser von Österreich, König von Böhmen u.s.w. und Apostolischen König von Ungarn treu und gehorsam zu sein, auch Allerhöchst Ihren Generalen, überhaupt allen unseren Vorgesetzten und Höheren zu gehorchen, dieselben zu ehren und zu beschützen, ihren Geboten und Befehlen in allen Diensten Folge zu leisten, gegen jeden Feind, wer immer es sei, und wo immer es Seiner kaiserlichen und königlichen Majestät Wille erfordern mag, zu Wasser und zu Lande, bei Tag und Nacht, in Schlachten, in Stürmen, Gefechten und Unternehmungen jeder Art, mit einem Wort, an jedem Orte, zu jeder Zeit und in allen Gelegenheiten tapfer und mannhaft zu streiten, unsere Truppen, Fahnen, Standarten und Geschütze in keinem Falle zu verlassen, uns mit dem Feinde nie in das mindeste Einverständnis einzulassen, uns immer so, wie es den Kriegsgesetzen gemäß ist, und braven Kriegsleuten zusteht, zu verhalten, und auf diese Weise mit Ehre zu leben und zu sterben. So wahr uns Gott helfe. Amen!“

Der Eid für die Angehörigen der Landwehren war vollkommen gleich mit einer Ausnahme: nach „Apostolischem König von Ungarn“ war eingeschoben „und den sanktionierten Gesetzen unseres Vaterlandes“, womit, im Gegensatz zum Heer, die Landwehren nicht nur auf den Monarchen, sondern auch auf die Landesverfassungen verpflichtet wurden.
Dieser Eid wurde den jeweiligen Rekruten bei Bedarf in elf Sprachen vorgesprochen und nach einer festgesetzten Reihenfolge, deutsch etwa zuerst, abgenommen.

## Militärseelsorge
Da die Armee eine Stütze der Doppelmonarchie bilden sollte, wurde auf nationale und religiöse Besonderheiten bei der Einberufung selbst keine Rücksicht genommen. Demgegenüber wurden jedoch beim Dienst die religiösen Vorschriften der verschiedenen Glaubensgemeinschaften peinlichst genau beachtet. Auch waren religiöse Zwistigkeiten zwischen z. B. serbischen (orthodoxen) und bosnisch-hercegowinischen (muslimischen) Soldaten im Gegensatz zu heute unbekannt. Für die Soldaten jüdischen Glaubens gab es eigene Feldrabbiner, für die islamischen Glaubens Feldimame. Auch für die Soldaten griechisch-orthodoxen Glaubens gab es die Militärseelsorge.

## Friedenspräsenz im Juli 1914
Infanterie:

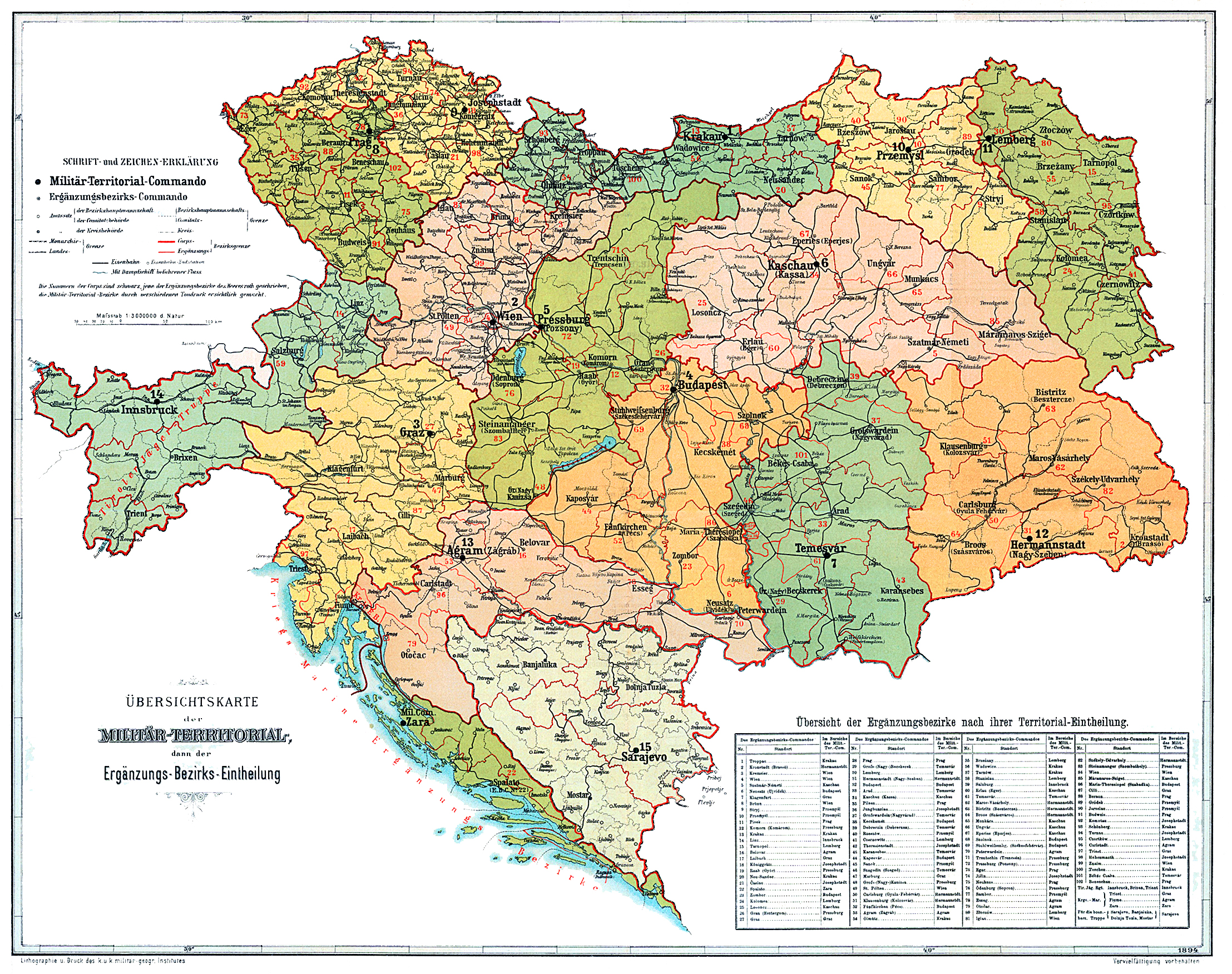
Korpsbereiche und Ergänzungsbezirke Österreich-Ungarns

- 102 Infanterie-Regimenter zu je vier Bataillonen
- 4 bosnisch-hercegowinische Infanterie-Regimenter zu je drei Bataillonen
- 4 Tiroler Jäger-Regimenter (Kaiserjäger) zu je vier Bataillonen
- 32 Feldjäger-Bataillone und 1 Bosnisch-Hercegowinisches Feldjäger-Bataillon

Kavallerie:
- 15 Dragoner-Regimenter
- 16 Husaren-Regimenter
- 11 Ulanen-Regimenter.

Der Unterschied zwischen schwerer (Ulanen) und leichter (Husaren, Dragoner) Kavallerie bestand nur noch in den Uniformen und der auf rein traditionellen Gründen basierenden Namensgebung.
Artillerie:
- 42 Feldkanonen-Regimenter
- 14 Feldhaubitz-Regimenter
- 11 Reitende Artillerie-Divisionen
- 14 schwere Haubitz-Divisionen
- 11 Gebirgsartillerie-Regimenter
- 6 Festungsartillerie-Regimenter und 8 (später 10) selbst. Festungsartillerie-Bataillone

Train Truppe:
- 16 Train-Divisionen[15]

Technische Truppe:
- 14 Sappeur-Bataillone
- 9 Pionier-Bataillone
- 1 Brücken-Bataillon
- 1 Eisenbahn-Regiment
- 1 Telegraphen-Regiment

Personalverstärkung im Mobilmachungsfall sowie Verluste bei Kriegshandlungen wurden durch die Marschbataillone ersetzt. Das System der Reserve-Regimenter wie bei der deutschen Armee gab es nicht.

## Sprachen
Im Vielvölkerstaat der k.u.k. Monarchie wurde Deutsch als gemeinsame Kommandosprache festgesetzt. Die etwa 100 einschlägigen Befehle auf Deutsch, die zur Aufrechterhaltung des Dienstbetriebes notwendig waren, musste jeder Soldat beherrschen. Nur ein kleiner Teil der Heeresverbände sprach ausschließlich Deutsch, in der Kriegsmarine wurde von den Mannschaften überwiegend Italienisch gesprochen.
Die Dienstsprache wurde zum Verkehr der Militärdienststellen untereinander benutzt. Sie war in der Gemeinsamen Armee und bei der k.k. Landwehr deutsch, beim Honvéd ungarisch.
Die Regimentssprache diente der Verständigung innerhalb eines Regiments. Es war die Sprache, die von der Mannschaft mehrheitlich gesprochen wurde. Sollte, wie beim Infanterie-Regiment Nr. 100 in Krakau, die Mannschaft sich aus 27 % Deutschen, 33 % Tschechen und 37 % Polen zusammensetzen, so gab es drei Regimentssprachen. Jeder Offizier hatte die Regimentssprache(n) in drei Jahren zu erlernen. Insgesamt waren in der k.u.k. Monarchie elf Sprachen offiziell anerkannt. Die Historikerin Tamara Scheer schreibt, dass das Recht zur Verwendung der Sprache während der Ausbildung allerdings Einschränkungen unterworfen war und auch nicht immer ordentlich umgesetzt wurde.

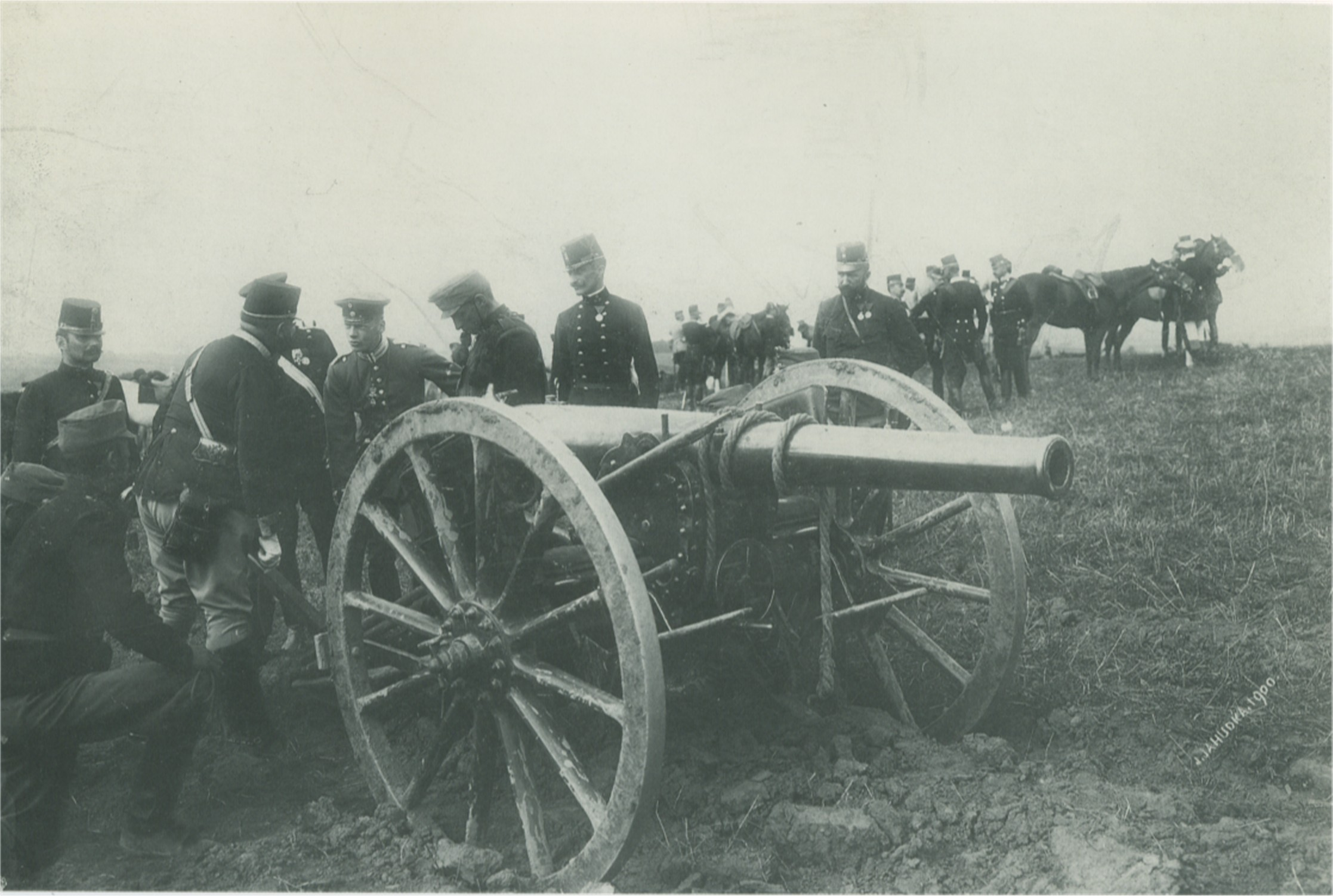
k.u.k. Feldartillerie um 1900

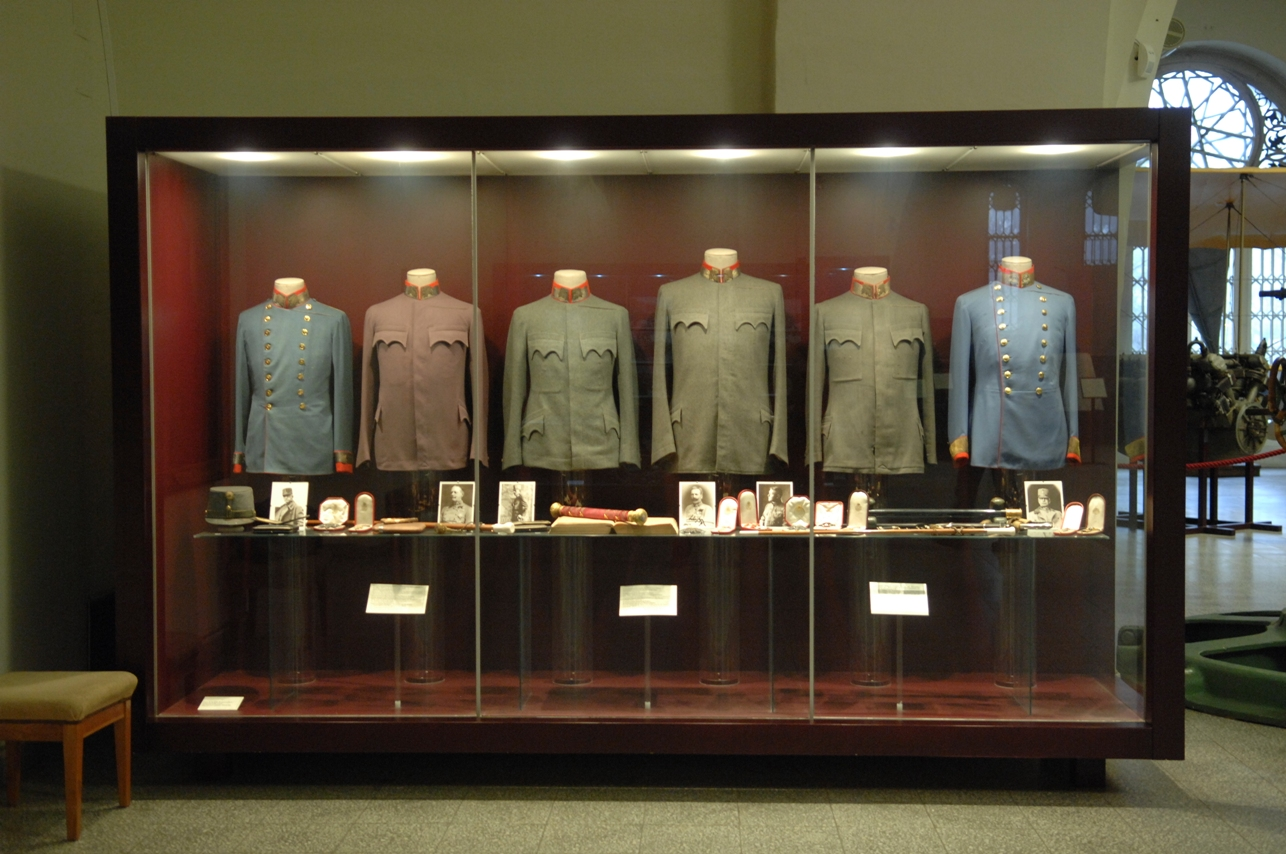
Uniformen der k.u.k.-Armee im Heeresgeschichtlichen Museum Wien

Rein deutschsprachige Infanterie-Regimenter waren nur:
- k.u.k. Kärntnerisches Infanterie-Regiment „Graf von Khevenhüller“ Nr. 7

Nationalitäten: 97 % Deutsche – 3 % andere
(Stab/I./III./IV. Bataillon: Graz; II.Baon.: Klagenfurt)
- k.u.k. Infanterieregiment „Hoch- und Deutschmeister“ Nr. 4

Nationalitäten: 95 % Deutsche – 5 % andere
(Stab/II./III. Bataillon in Wien; I. Baon.: Wöllersdorf; IV. Baon.: Konjic)
- K.u.k. Infanterieregiment „Ernst Ludwig Großherzog von Hessen und bei Rhein“ Nr. 14 (Linz)

Nationalitäten: 98 % Deutsche – 2 % andere
- k.u.k. Infanterieregiment „Albert I. König der Belgier“ Nr. 27

Nationalitäten: 94 % Deutsche – 6 % andere
(Stab/I./II./IV. Bataillon: Laibach; III. Baon.: Graz)
- k.u.k. Infanterieregiment „Freiherr von Hess“ Nr. 49

Nationalitäten: 98 % Deutsche – 2 % andere
(Stab/I./II. Bataillon: Brünn; III. Baon.: Sarajevo; IV. Baon.: St. Pölten)
- k.u.k. Infanterieregiment „Erzherzog Rainer“ Nr. 59

Nationalitäten: 97 % Deutsche – 3 % sonstige
(Stab/I. Bataillon: Bregenz; II. Baon.: Innsbruck; III. Baon.: Schwaz; IV. Baon.: Salzburg)
- k.u.k. Infanterieregiment „Albrecht von Württemberg“ Nr. 73

Nationalitäten: 97 % Deutsche – 3 % andere
(Stab/I./II./III. Bataillon: Prag; IV. Baon.: Eger in Böhmen)

## Orden und Auszeichnungen (Beispiele)

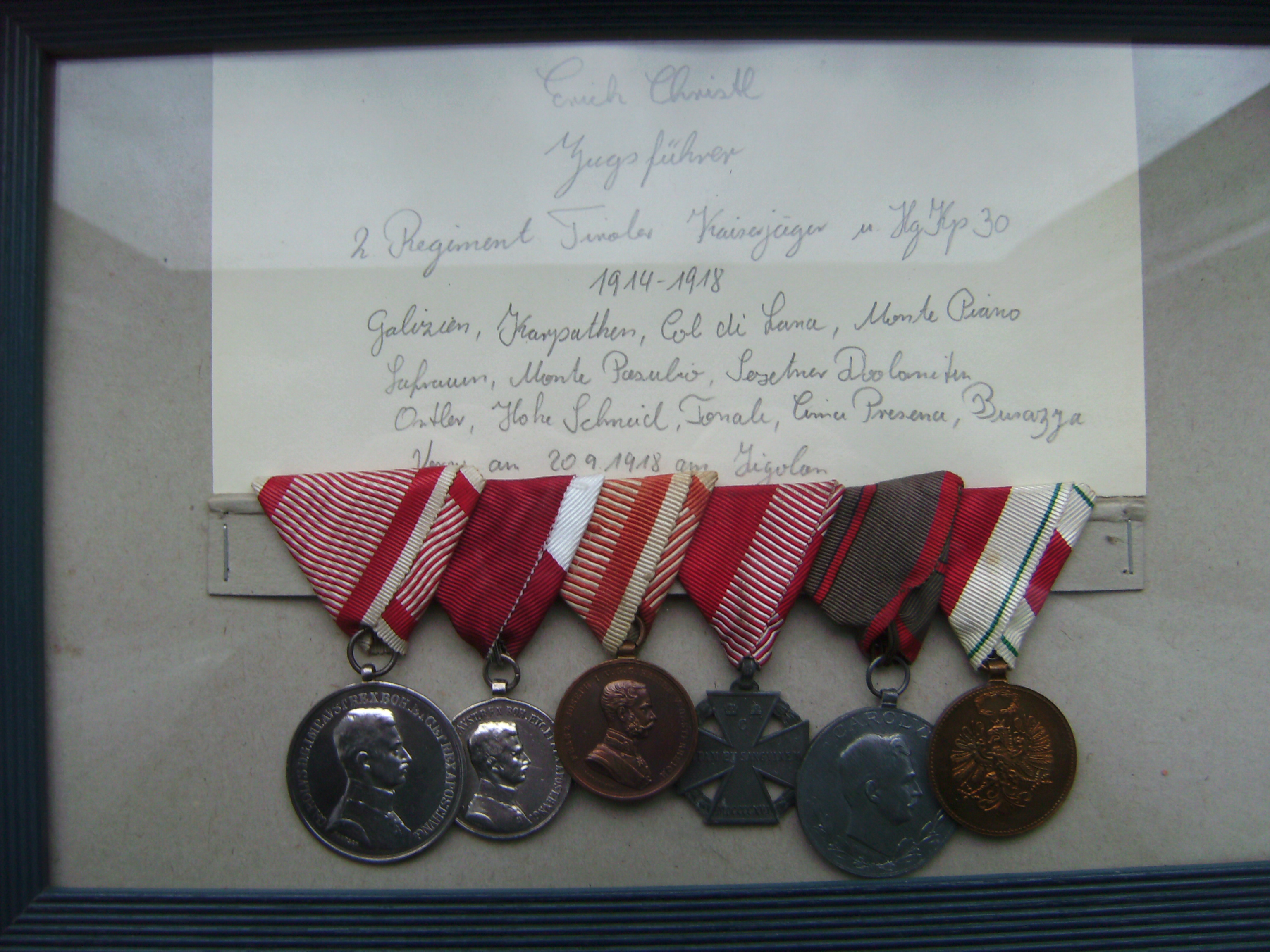
Die Orden eines Zugführers des 2. Regiments der Tiroler Kaiserjäger

Die im nebenstehenden Foto gezeigten Auszeichnungen sind:
- die große silberne Tapferkeitsmedaille (Karl I./IV., verliehen nach Jänner 1917)
- die kleine silberne Tapferkeitsmedaille (Karl I., verliehen nach Jänner 1917)
- die bronzene Tapferkeitsmedaille (Franz Joseph. I., verliehen vor Jänner 1917)
- das Karl-Truppenkreuz; Voraussetzung für die Verleihung waren mindestens 12 Wochen Fronteinsatz und Teilnahme an mindestens einer Schlacht.
- die Verwundetenmedaille (Blessierten-Medaille); die Medaille wurde nach der ersten erlittenen Verwundung verliehen (nach Jänner 1917)
- die Erinnerungsmedaille des Landes Tirol für seine Verteidiger

## Besonderheiten

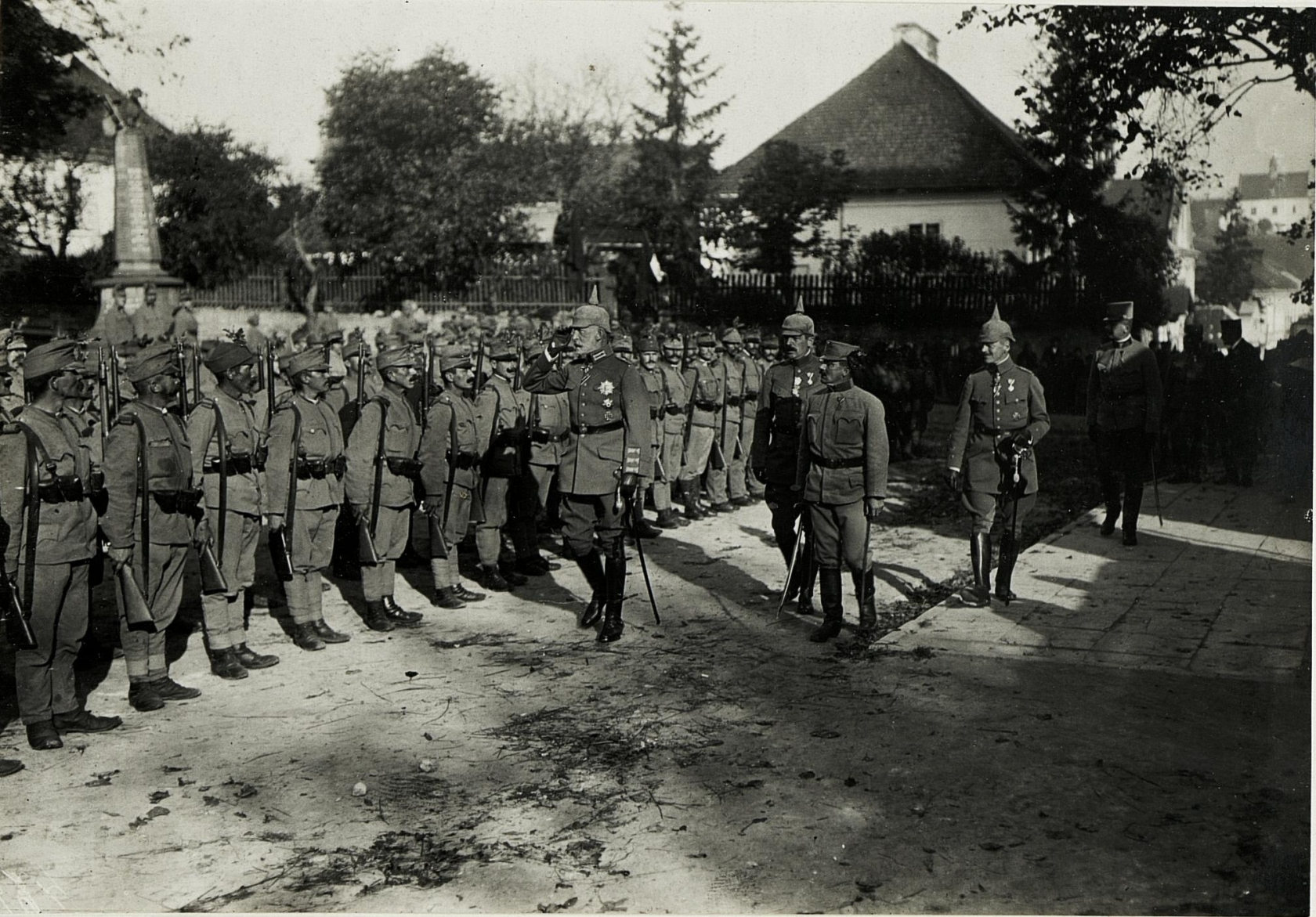
Präsentierhaltung

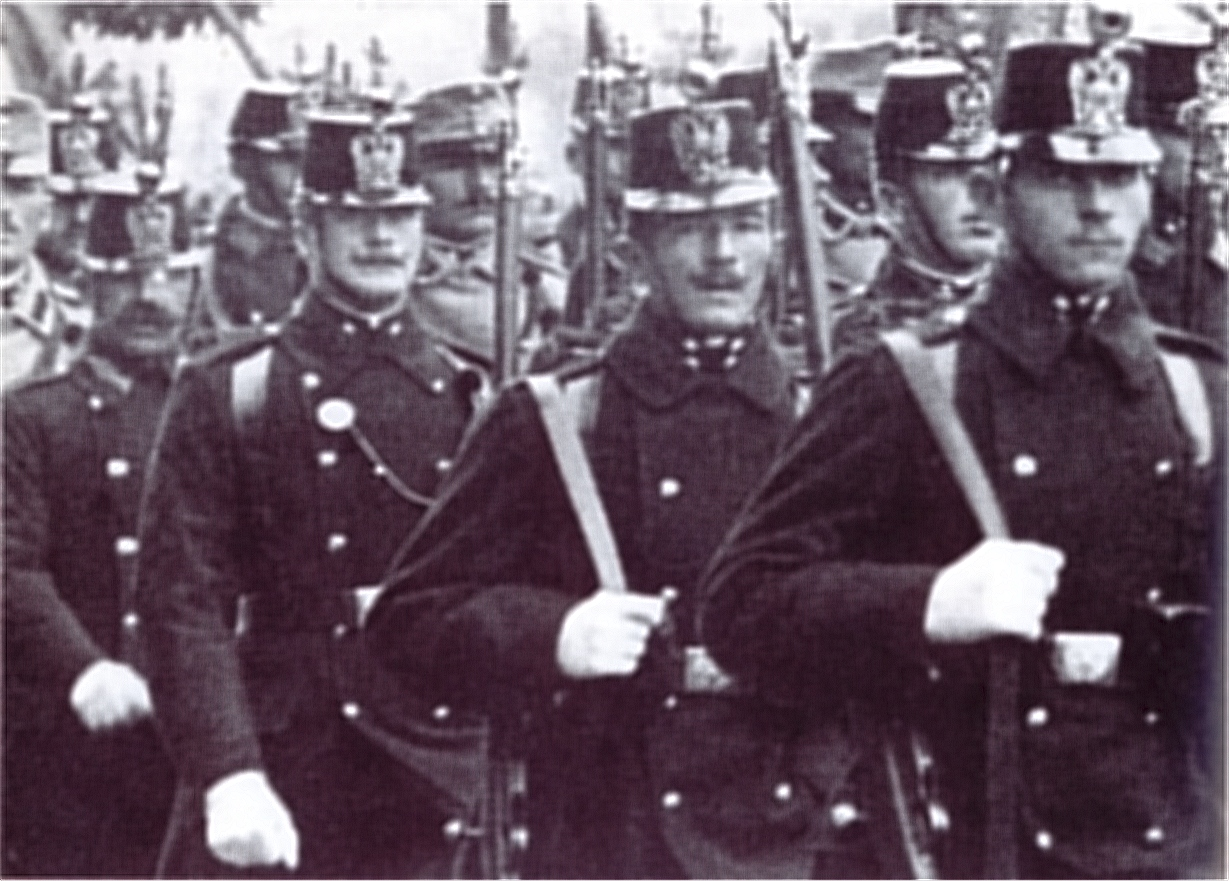
Vorbeimarsch

In einem unterschieden sich die Streitkräfte Österreich-Ungarns grundsätzlich von denen der meisten anderen Länder: das Gewehr wurde stets am Riemen über der rechten Schulter und niemals auf der Schulter selbst getragen. Bei Vorbeimärschen umfasste die komplette Faust den Gewehrriemen in Höhe des Koppels. Auch wurde das Gewehr nicht in der Vorhalte präsentiert, stattdessen hing es am Riemen über der rechten Schulter, die rechte Hand umfasste den Kolbenhals und drückte das Gewehr leicht nach hinten.

## Museale Rezeption
Die Geschichte der österreichisch-ungarischen Streitkräfte ist im Heeresgeschichtlichen Museum in Wien, von Kaiser Franz Joseph I. als „k.k. Hofwaffenmuseum“ gegründet, im Detail dokumentiert. Besonders beachtenswert sind hierbei die 34 von Oskar Brüch gemalten Uniformdarstellungen der k.u.k. Armee, die für die Budapester Millenniumsausstellung 1896 angefertigt wurden. Weiters ist im Saal V („Franz-Joseph-Saal“) des Museums eine lückenlose Zusammenstellung der in der Zeit von 1867 bis 1914 im gemeinsamen Heer eingeführt gewesenen Blankwaffen, Hand- und Faustfeuerwaffen sowie Maschinengewehre, von denen der Großteil auch zur Ausrüstung der österreichisch-ungarischen Truppen während des Ersten Weltkriegs zählte, ausgestellt. Die umfangreiche Uniformensammlung der Ausstellung, wo nahezu alle Waffengattungen der österreichisch-ungarischen Streitkräfte vertreten sind, veranschaulicht das in der zweiten Hälfte des 19. Jahrhunderts noch farbenfrohe Bild dieser Truppen.

## Gedenken
Im Jahre 1896 wurde in Wien das Deutschmeister-Denkmal errichtet. Der Gefallenen der Armee wird mit dem „Heldentor“ in Wien und Kriegerdenkmälern im ganzen Land gedacht. Gräber Gefallener werden im Isonzotal in Slowenien ebenso wie in Südtirol, der Ukraine und in Galizien bis heute gepflegt.

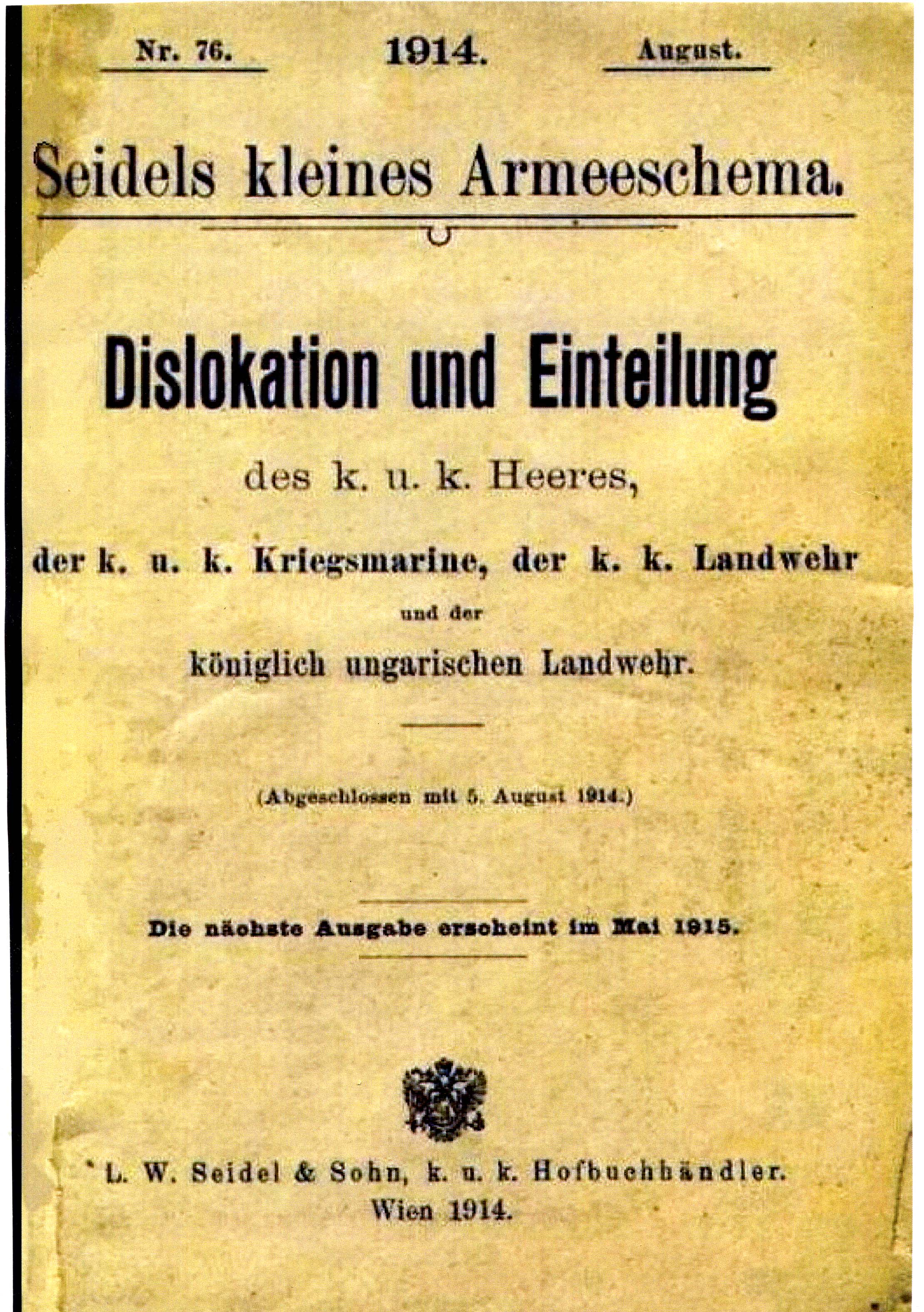
In diesen 1877–1914 erschienenen Schematismen wurden Gliederung, Truppenteile und Kommandopositionen der Streitkräfte Österreich-Ungarns aktuell zusammengestellt.

## Die Armee in der Literatur
Die herausragende Rolle, die das Militär in Österreich-Ungarn einnahm, wurde von Autoren thematisiert. An erster Stelle ist hier der wohl bedeutendste Militärschriftsteller der k. u. k. Armee, Carl Baron Torresani, zu nennen. Arthur Schnitzlers Novelle Lieutenant Gustl, in der die überzogenen Ehrvorstellungen der Offiziere und das Duell kritisiert wurden, kostete den Autor 1901 seinen Rang als Oberarzt der Reserve. Karl Kraus geißelte 1915–1922 in seinem monumentalen Drama Die letzten Tage der Menschheit die Kriegsgeilheit vieler in Altösterreich und verwendete dazu zahlreiche Originalzitate aus der Kriegszeit. Radetzkymarsch von Joseph Roth, 1932 publiziert, schildert Leben und Schicksal eines jungen Offiziers, dessen Großvater dem Kaiser einst bei einem Gefecht in Italien das Leben gerettet hatte. Franz Theodor Csokor publizierte 1936 das Drama 3. November 1918, das den Zerfall der multinationalen Armee exemplarisch darstellt. Der tschechische Autor Jaroslav Hašek schrieb 1921–1923 seinen sehr erfolgreichen Roman Der brave Soldat Schwejk, der zeigte, wie sich ein Angehöriger der Unterschicht mit Naivität und Bauernschläue den Militärdienst so angenehm wie möglich gestaltet.